# Picramnia camboita
Picramnia camboita är en tvåhjärtbladig växtart som beskrevs av Adolf Engler. Picramnia camboita ingår i släktet Picramnia och familjen Picramniaceae. Inga underarter finns listade.